# Björn Ahlgrensson

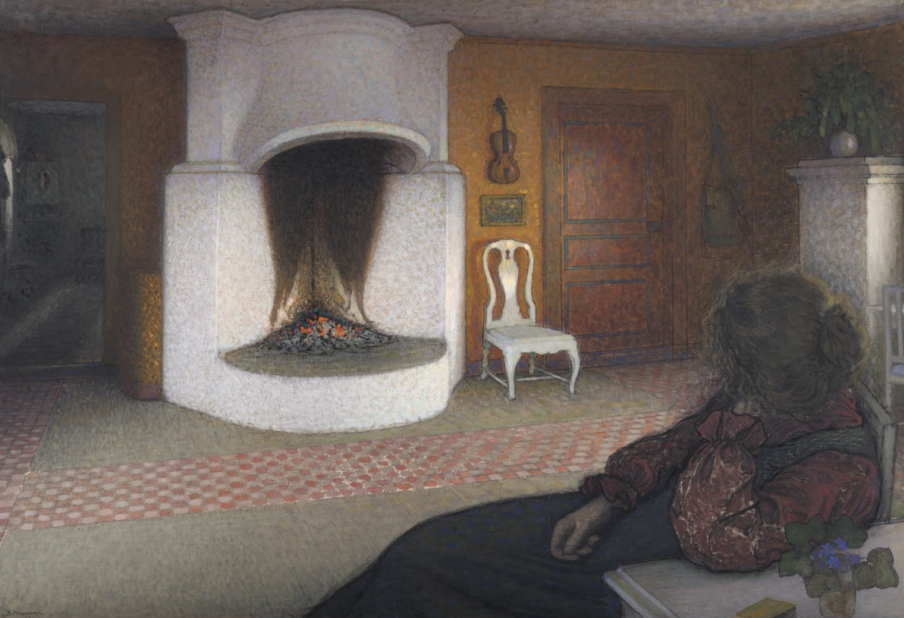
Skymningsglöden (1903)

Björn Ahlgrensson född 5 augusti 1872 i Stockholm, död 11 oktober 1918 i Arvika, var en svensk målare.
Björn Ahlgrensson var son till dekorationsmålaren Fritz Ahlgrensson och skådespelaren Hilma Konstantia Hermansson. Han studerade dekorationsmåleri för Carl Grabow för att därefter studera vid Konstnärsförbundets skola 1891–1893. Han tilldelades Kommerskollegiums stipendium 1893, vilket han använde till en studieresa till Paris. På inrådan av Gustaf Fjæstad flyttade han till Arvika och kom under en följd av år att tillhöra Rackstadgruppen. Han avled i spanska sjukan på Arvika sanatorium. 
Han är representerad på Nationalmuseum med tavlorna Vårvinter, Skogsinteriör och Vårsmältning, Rackstadmuseet, Värmlands museum, Sörmlands museum samt på Göteborgs konstmuseum med Skymningsglöden. Bland andra offentliga arbeten kan nämnas altartavlan i Trefaldighetskyrkan, Arvika

## Galleri

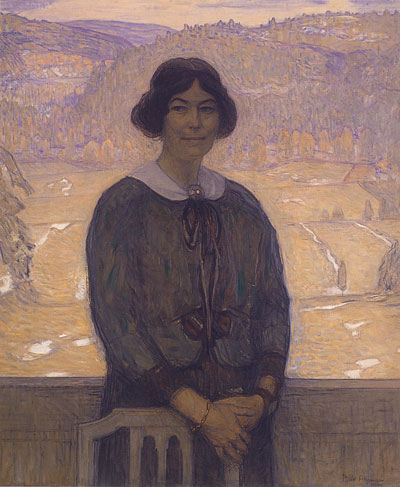
Porträtt av Maja Fjaestad, (1914)
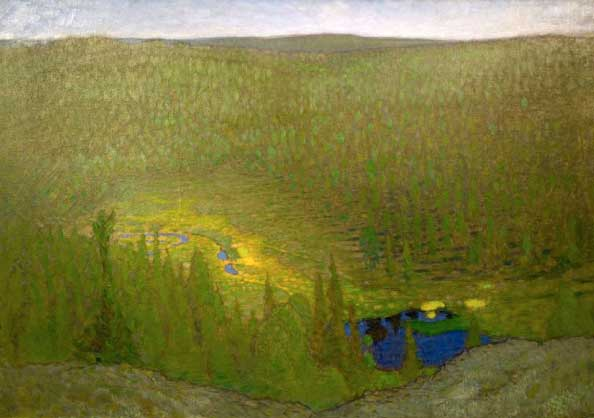
Alkhöjden
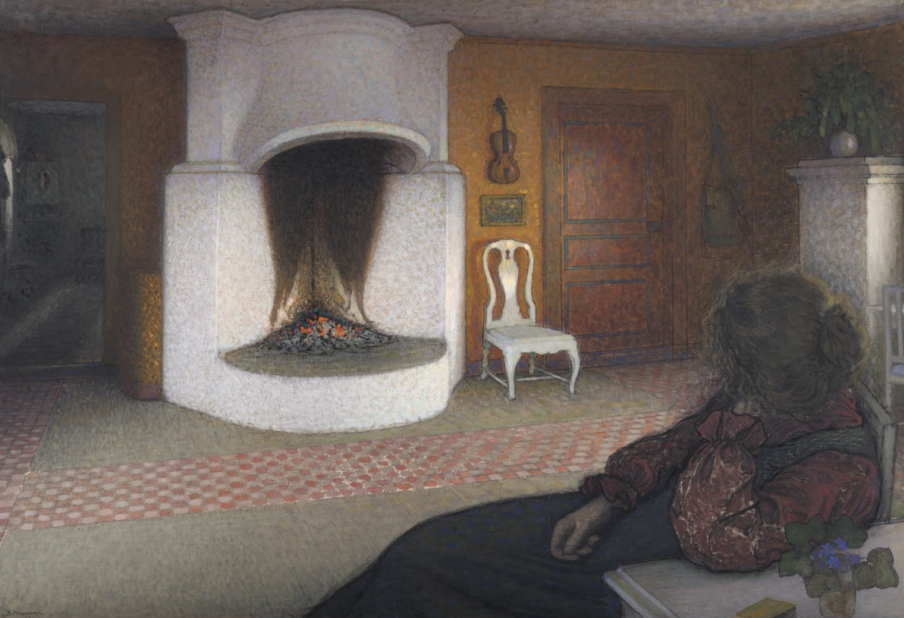
Skymningsglöden (1903)